# Chief Jay Strongbow
Joseph Luke „Joe“ Scarpa (* 4. Oktober 1928 in Philadelphia, Pennsylvania; † 3. April 2012), besser bekannt unter seinem Ringnamen Chief Jay Strongbow, war ein US-amerikanischer Wrestler. Einer seiner größten Erfolge war der vierfache Erhalt der WWF Tag Team Championship.

## Karriere

### Anfänge
Scarpa debütierte 1947 als Joe Scarpa. Fortan trat er bei verschiedenen Promotions auf, beispielsweise in verschiedenen Territorien der National Wrestling Alliance (NWA). Seinen ersten Titel, die NWA Gulf Coast Heavyweight Championship, gewann er am 3. Mai 1960.

### World Wide Wrestling Federation / World Wrestling Federation
Seit 1970 war Scarpa als Chief Jay Strongbow in der damaligen World Wide Wrestling Federation (WWF; heute WWE) aktiv. Am 22. Mai 1972 gewann er mit Sonny King die WWWF Tag Team Championship. Den Titel gaben sie an Mr. Fuji, gegen den Scarpa auch mehrfach fehdete, und Prof. Toru Tanaka ab. Mit Billy White Wolf durfte er die WWWF Tag Team Championship 1976 ein weiteres Mal gewinnen. 1979 fehdete Scarpa gegen Greg Valentine. 
1982 bildete Scarpa mit seinem – laut Storyline – Bruder Jules Strongbow ein Tag Team, das im selben Jahr zweimal die WWF Tag Team Championship gewinnen konnte.
Nachdem er seine Karriere 1985 zunächst beendet hatte, bestritt Scarpa 1986 und 1987 noch einige Matches in der WWF. 1989 trat er in der American Wrestling Association auf. 1994 wurde er in die WWE Hall of Fame aufgenommen.

## Erfolge

### Titel
- National Wrestling Alliance

- 2× NWA Florida Brass Knuckles Champion
- 1× NWA Florida Heavyweight Champion
- 3× NWA Florida Southern Tag Team Champion mit Jose Lothario
- 1× NWA Florida Tag Team Champion mit Don Curtis
- 1× NWA Gulf Coast Heavyweight Champion
- 2× NWA Gulf Coast Southern Tag Team Champion mit Lee Fields
- 1× NWA Mid-Atlantic World Tag Team Champion mit Don Curtis
- 1× NWA Wildside Heavyweight Champion

- World Wrestling Council

- 1× WWC Caribbean Heavyweight Champion

- World Wide Wrestling Federation / World Wrestling Federation

- 4× World Tag Team Champion je 1× mit Sonny King und Billy White Wolf (WWWF) und 2× mit Jules Strongbow (WWF)

### Auszeichnungen
- World Wrestling Federation

- WWF Hall of Fame 1994

- Pro Wrestling Illustrated

- PWI Most Popular Wrestler (1973)
- PWI Most Inspirational Wrestler (1979)

## Sonstiges
- Scarpa spielte sich selbst im Film Bad Guys.